# Сказки Голливуда
Сказки Голливуда (англ. Tales from Hollywood) — пьеса английского писателя Кристофера Хэмптона, написанная им в 1982 году.
Пьеса рассказывает о тяжелых годах американской эмиграции интеллектуальной элиты Европы, еврейских писателей — Генрих и Томаса Манна, Бертольта Брехта, Лиона Фейхтвангера, об их горьких, унизительных поисках работы в Голливуде.
В кульминации драмы появляется Генеральный консул Яков Ломакин, который приносит Генриху Манну гонорар за произведения, изданные в СССР.
В Москве премьера «Сказок Голливуда» состоялась в Малом театре в 1989 году. Роль Якова Ломакина играл Сафронов Владимир Алексеевич.